# Hartlaubfrankolin

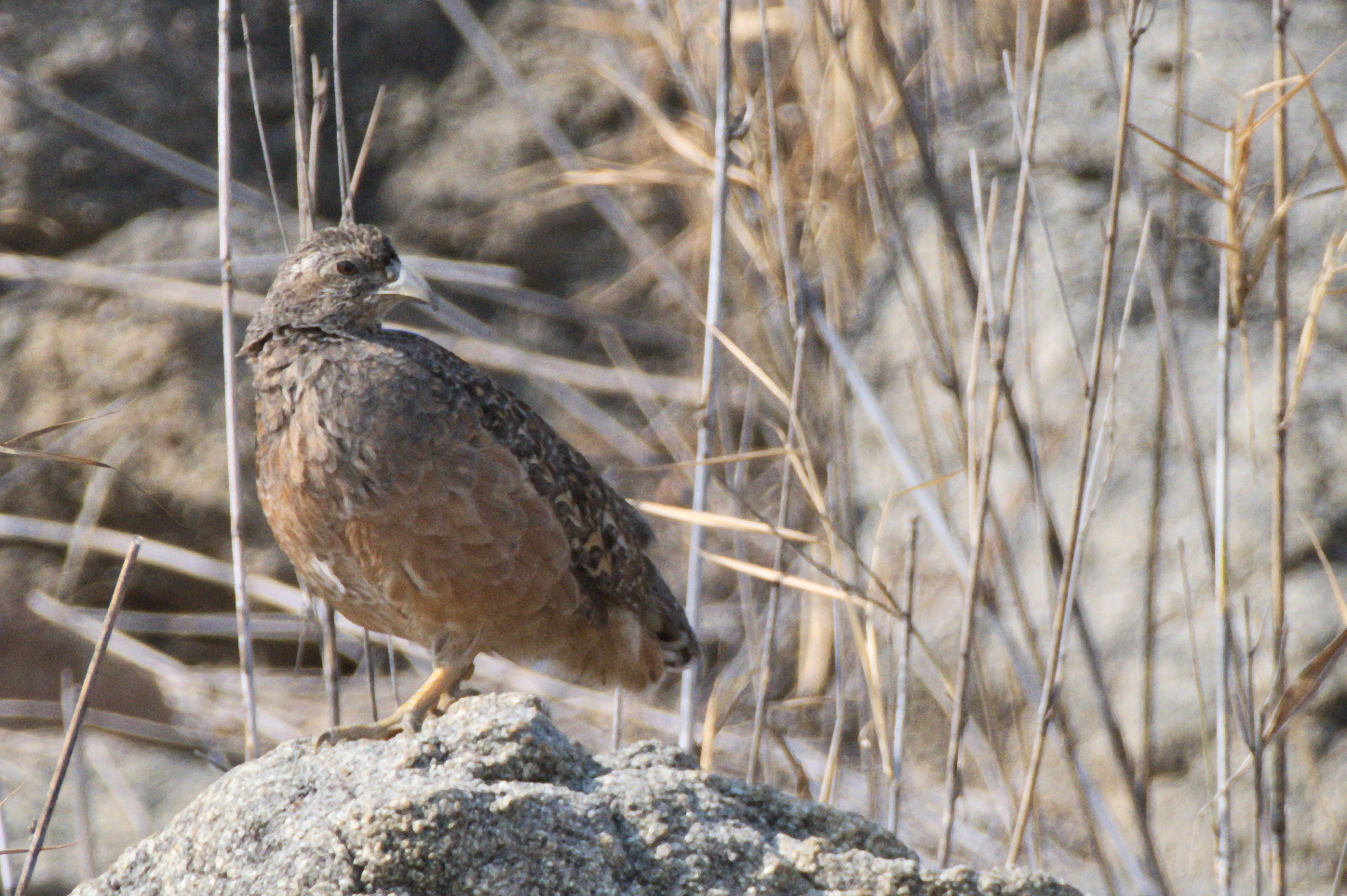
Hartlaubfrankolin

Der Hartlaubfrankolin (Pternistis hartlaubi, Syn.: Francolinus hartlaubi) ist eine Vogelart aus der Familie der Fasanenartigen (Phasianidae). Er ist nach dem deutschen Zoologen Karel Johan Gustav Hartlaub benannt.

## Merkmale
Der Hartlaubfrankolin ist ein kleiner Vogel und etwa 210–290 g schwer. Männchen und Weibchen haben sowohl im Vergleich zu ihrer Körpergröße als auch verglichen mit anderen Frankolinarten überproportional große braungelbe Schnäbel. Das Männchen ist ca. 28 cm lang und weist einen starken Kontrast zwischen dem sandfarben-braun gesprenkelten Gefieder des Oberkörpers und dem weißen braungestreiften Unterkörper auf. Es hat eine schwarze Stirn mit auffälligen weißen „Augenbrauen“. Der Schwanz ist schwarz und weiß gestreift. Das Weibchen ist ca. 25 cm lang und deutlich leichter als das Männchen. Es hat einen zimtfarbenen ungestreiften Unterkörper, einen grau-braunen Kopf und orange-braune „Augenbrauen“. Es ist insgesamt unauffälliger als das Männchen. Die Jungvögel haben eine glatte Stirn, der Kopf ist oben rotbraun meliert. Ihr Oberkörper ist grau mit schwarzen und weißen Schlangenlinien, die Brust ist schwarz und weiß gestreift, ihr Bauch ist grau.

## Verbreitung
Der Hartlaubfrankolin ist im südwestlichen Afrika verbreitet. Er lebt in den Böschungen im nördlichen Mittel- und Westnamibia und in einem kleinen Gebiet im Südwesten Angolas. Die Population in Namibia wird auf ca. 26.000 Vögel geschätzt. Er ist nicht als gefährdete Art eingestuft – sein Lebensraum ist derzeit für den Menschen kommerziell unbedeutend und in den nächsten Jahren werden keine einschneidenden Landschaftsveränderungen durch Industrie erwartet. Nur Granitsteinbrüche stellen eine gewisse Bedrohung für sein Habitat dar. Obwohl Frankoline Federwild sind, wird der Hartlaubfrankolin nicht gejagt, da er aufgrund seiner geringen Größe kulinarisch uninteressant ist. Der Hartlaubfrankolin bewohnt Trockengebiete in einer Höhe von 800 bis 1600 m. Sein bevorzugter Lebensraum sind höher gelegene Plätze, vor allem Aufschlüsse aus Granit und Sandstein. Der Bewuchs besteht dort ausnahmslos aus dichtem Gras und Gesträuch.

## Lebensweise
Der Hartlaubfrankolin lebt paarweise oder in kleinen Familien von 3 bis 4 Tieren. Er ist nicht leicht aufzuscheuchen und zieht es vor, sich zwischen Felsbrocken zu verstecken. Aufgescheuchte Vögel stoßen ein schnelles, schnatterndes krak aus und fliegen rasch weg. Bei der Futtersuche und Nahrungszusammensetzung gibt es deutliche Unterschiede zwischen Männchen und Weibchen: Die mit dem im Verhältnis zur Körpergröße größeren Schnabel ausgestatteten Weibchen sind auf das Ausgraben der Knollen von Zypergräsern spezialisiert. Die Männchen ernähren sich dagegen hauptsächlich von Insekten und Samen. Die ganzjährige Verteidigung des Reviers wird vor allem vom Weibchen betrieben. Die Männchen bauen während der Balzzeit das Nest und versorgen das Weibchen während der Brutzeit.
Der Hartlaubfrankolin markiert sein Revier ganzjährig mit Rufen von bestimmten Plätzen aus, den sogenannten Schimpfbereichen. An diesen Schimpfbereichen initiieren die Weibchen kurz nach Sonnenaufgang und kurz vor Sonnenuntergang täglich Duette mit ihrem Partner. Anhand von Tonbandexperimenten konnte belegt werden, dass deren Häufigkeit offenbar vor allem von der Anwesenheit alleinstehender Weibchen in benachbarten Revieren abhängt. Die Duette benachbarter Pärchen sind dafür weniger oft Auslöser. Alleinstehende Weibchen nutzen ihre Schimpfbereiche weit häufiger als Pärchen, oft den ganzen Tag über, allerdings auch mit Schwerpunkten kurz nach Sonnenaufgang und kurz vor Sonnenuntergang. Männchen rufen konservativer, Weibchen nutzen ein größeres Repertoire an Lauten. Die mittlere Populationsdichte eines Reviers lag zwischen 1983 und 1989 bei etwa einem Vogel pro 1,43 ha.